# Святоруссовский сельсовет
Святору́ссовский сельсове́т — упразднённое сельское поселение в Ромненском районе Амурской области.
Административный центр — село Святоруссовка.
Законом от 22 мая 2020 года № 529-ОЗ упразднён в результате преобразования района в муниципальный округ.

## История
29 ноября 2004 года в соответствии Законом Амурской области № 382-ОЗ муниципальное образование наделено статусом сельского поселения. 

## Население
| 2002 | 2010 | 2011 | 2012 | 2013 | 2014 | 2015 |
| ---- | ---- | ---- | ---- | ---- | ---- | ---- |
| 750  | ↘584 | ↘579 | ↘571 | ↘555 | ↘528 | ↘508 |
| 2016 | 2017 | 2018 |      |      |      |      |
| ↘495 | ↗505 | ↘497 |      |      |      |      |

## Состав сельского поселения
| № | Населённый пункт | Тип населённого пункта       | Население |
| - | ---------------- | ---------------------------- | --------- |
| 1 | Любимое          | село                         | ↘118      |
| 2 | Морозовка        | село                         | →72       |
| 3 | Святоруссовка    | село, административный центр | ↘307      |